# Xã Spring Creek, Quận Coffey, Kansas
Xã Spring Creek (tiếng Anh: Spring Creek Township) là một xã thuộc quận Coffey, tiểu bang Kansas, Hoa Kỳ. Năm 2010, dân số của xã này là 114 người.